# Charlotte Mathesie
Charlotte Mathesie (* 1914 in Berlin; † 1994) war eine deutsche Fotografin.

## Leben
Charlotte Mathesie lernte das Fotografieren bei ihrem Vater Max Mathesie, der ein Atelier in der Köpenicker Straße 164 betrieb, und legte 1937 die Meisterprüfung ab. Sie war damit die jüngste Fotografen-Meisterin in Berlin. Eine Ehe war nur von kurzer Dauer.
Sie spezialisierte sich auf Porträtaufnahmen und Familienbilder. Das Atelier Mathesie samt Fotoarchiv fiel am 3. Februar 1945 einem Bombenangriff zum Opfer. Im selben Jahr richtete Charlotte Mathesie in Räumlichkeiten in Berlin-Kreuzberg in der Adalbertstraße 11 ein neues Atelier ein. In der Nachkriegszeit arbeitete sie aber vor allem auch als Wanderfotografin. 1952 begann der erste Lehrling seine Ausbildung bei Mathesie; insgesamt bildete sie 16 junge Fotografinnen und Fotografen aus. Nachdem die Berliner Mauer errichtet worden war, begann sie mit den „Bildern über die Mauer“ – Porträt- und Familienbilder von Personen in West-Berlin für deren Verwandte in Ost-Berlin. Später lichtete sie vor allem Gastarbeiter ab, aber in ihrem Archiv fanden sich auch Bilder, auf denen Sigmar Polke und Isa Genzken zu sehen waren.
1987 gab sie aus gesundheitlichen Gründen die Arbeit in ihrem Fotoatelier auf. 1993 war ihre Nachfolgerin Michaela Niebuhr wegen steigender Mietpreise gezwungen, das Atelier zu schließen. Charlotte Mathesies Archiv ging in den Besitz des Kreuzberg-Museums über.

## Nachlass und Nachwirkung
Die rund 300.000 Negative bildeten die Basis einer Ausstellung, die 1998 zusammengestellt und unter dem Titel Jetzt lächeln! zunächst in Berlin gezeigt wurde. Stéphane Bauer, Peter Funken, Katharina Hohmann und Helga Lieser von der Neuen Gesellschaft für Bildende Kunst in Berlin übertrugen die Bilder, die sie nach „enzyklopädischen Oberbegriffen“ auswählten, auf drei Meter lange Papierbahnen und stellten einen „Querschnitt durch das Genre der Atelierfotografie, der [...] den gesellschaftlichen und ästhetischen Wandel in Deutschland von der Nachkriegszeit bis zu Beginn der achtziger Jahre reflektiert“, zusammen.
Eine Kundin, die regelmäßig bei Charlotte Mathesie vorsprach, war Martha Erna Kaso. Ein Rezensent der Ausstellung fühlte sich durch die Kaso-Bilder an Cindy Shermans Transformationen erinnert.
Im Hamburger Abendblatt war über die thematisch geordneten Bildserien zu lesen: „Die größtenteils schwarz-weißen Aufnahmen sind Lokalgeschichte, aber darin auch Geschichte der BRD seit 1945. Keine Kunstfotos, kein grobkörniges Schwarz-Weiß mit ästhetischen Ansprüchen wird hier ausgelegt. Die Fotos repräsentieren die überwiegend kleineren Leute, deren Verhältnis zum eigenen Bild noch ungebrochen erscheint. Ihre teilweise unfreiwillige Komik ist Produkt der Zeit.“ Diese Komik, die entstehe, wenn ästhetische Vorbilder an Kraft verlören, fährt der Autor fort, hätten zunächst Künstler erkannt. Genannt wird etwa Martin Kippenberger, der 1977 „mit dem Anliegen ironischer Brechung“ in Charlotte Mathesies Atelier posiert habe.
Katharina Hohmann selbst kommentierte: „Die Neuordnung des müllgewordenen Archivs möchte dazu anregen und anleiten, das Fotomaterial unter zeitgenössischen Aspekten zu besichtigen [...] Fotografie ist im Sinne der Ausstellung ein Chronometer, das dazu verhilft, am sozialen und kulturellen Geschehen teilzunehmen. Hinter den sich wandelnden Moden und Gesten, hinter den Einrichtungsgegenständen und Motiven wird eine sich verändernde soziale Struktur erkennbar.“
Ähnliches konstatierte auch Katrin Bettina Müller vom Tagesspiegel: „Je mehr Generationen sich in den Archiven der Gebrauchsfotografie ablagern, desto mehr Informationen entdecken wir in ihnen, die ursprünglich nebensächlich waren.Das fotografische Gedächtnis [...] läßt soziale Rollen und Muster erkennen, in die man wie in eine zweite Haut geschlüpft ist.“ Müller verstand Charlotte Mathesies langes Festhalten an der Schwarz-Weiß-Fotografie als menschenfreundliche Geste: Anders als bei Farbbildern könne man hier „die intimen Korrekturen der Retusche“ durchführen. Mathesie und ihre Mitarbeiterinnen hätten Einfühlungsvermögen gezeigt und die „Sehnsucht nach dem Besonderen“ der Porträtierten respektiert. Müller hebt besonders die Bildserie zu Martha Erna Kaso, die 1983 starb, sowie die Hundebildnisse, die eine Spezialität Mathesies waren, hervor: Bei der Betrachtung dieser Bilder werde man „traurig durch die geballte Vorstellung von Einsamkeit“.
Thomas Gross von der Zeit meinte, eine solche „Langzeitbeobachtung des Viertels und seiner Protagonisten“ sei nur in einem Atelier wie dem Charlotte Mathesies möglich gewesen, die einen alltäglichen Dienst an alltäglichen Kunden in einem weitgehend abgeschotteten System verrichtet habe: „Wenn Berlin eine Insel war und Kreuzberg eine Insel inmitten der Insel, dann war Mathesie eine Dunkelkammer innerhalb einer Inselsinsel am Rande der westlichen Welt. Nur so ist überhaupt erklärbar, dass das Atelier - in den Zeiten der Passbildautomaten längst ein Dinosaurier - dem Innovationsdruck so lange trotzen konnte. Erst Mitte der Siebziger führte Charlotte Mathesie [...] in ihrem Atelier die Farbfotografie ein. Mit dem Schwarzweiß ging auch die Konvention des bürgerlichen Porträts, unter kleinbürgerlichen Umständen mühsam aufrechterhalten, verloren, die ersten Signifikanten der Popkultur dringen in die Hermetik der Inselwelt [...] vor wie hinter der Kamera stehen plötzlich Freaks, die sich am Bild einer neuen Zeit entlang zu behaupten versuchen. Insofern hat der Mathesie-Output der Siebziger bereits etwas Tragisches: Trash-Fotografie wider Willen.“